# Acquario (acqua dolce)

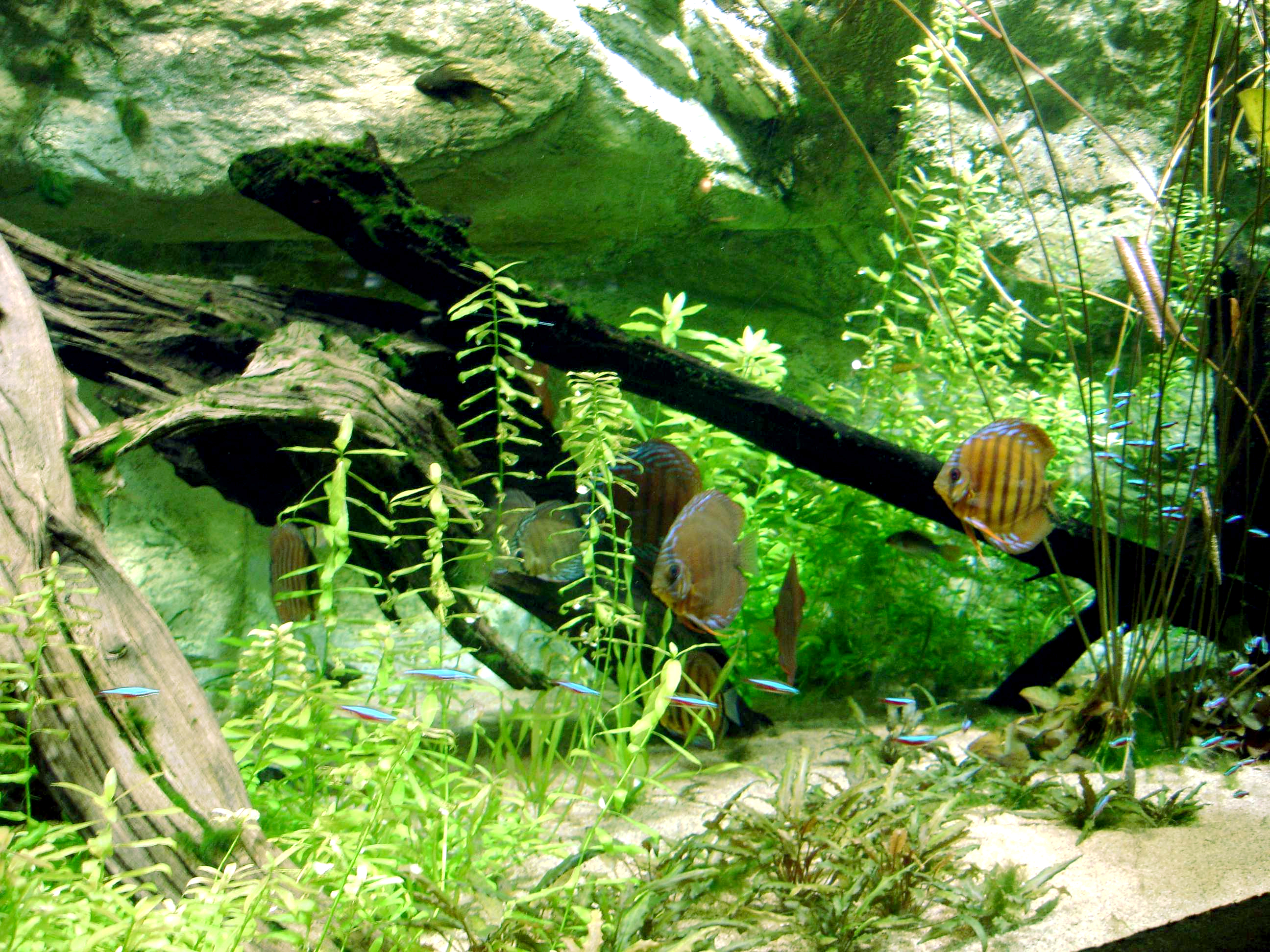
Acquario tropicale

L'Acquario d'acqua dolce è un tipo di vasca per aquariofili che ospita principalmente pesci e piante provenienti da habitat quali fiumi, laghi, paludi e pozze di acqua dolce di svariate zone del mondo.

## Temperatura dell'acqua
L'acqua mantiene una temperatura spesso fredda in quanto i pesci che vi abitano non sono d'acqua salata. 
Durante l'estate però la temperatura potrebbe diventare un problema in quanto la temperatura esterna si dimostri afosa. Se l'acqua diventa calda il pesce che abita nell'acquario manifesta segni di sofferenza, il colorito si fa più rosso e nel peggiore dei casi muore. Di conseguenza, soprattutto d'estate, la temperatura dell'acquario va controllata.
Nel caso che l'acquario sia di acqua calda (tropicale) allora bisogna controllare sempre d'inverno che l'acqua non subisca il raffreddamento.
È sempre utile procurarsi un termometro.

## L'arredo
Come in tutti gli acquari, l'arredo non deve essere troppo o il pesce non avrà spazio sufficiente alla vita. L'arredo però occorre perché senza di esso il pesce rimarrà malinconico. È consigliabile utilizzare alghe finte perché con l'utilizzo di alghe vere l'acquario rischia di subire il fenomeno dell'eutrofizzazione. Se l'arredo si compra in negozi specialistici bisogna controllare che non occupi troppo spazio. Se si vuole utilizzare conchiglie od oggetti naturali come arredo urge lavarli accuratamente per non sporcare l'acqua del pesce. Non bisogna mantenere dei pesciolini in una boccia in quanto l'ambiente sia rotondo e ristretto e gli "abitanti" rischierebbero addirittura di impazzire.

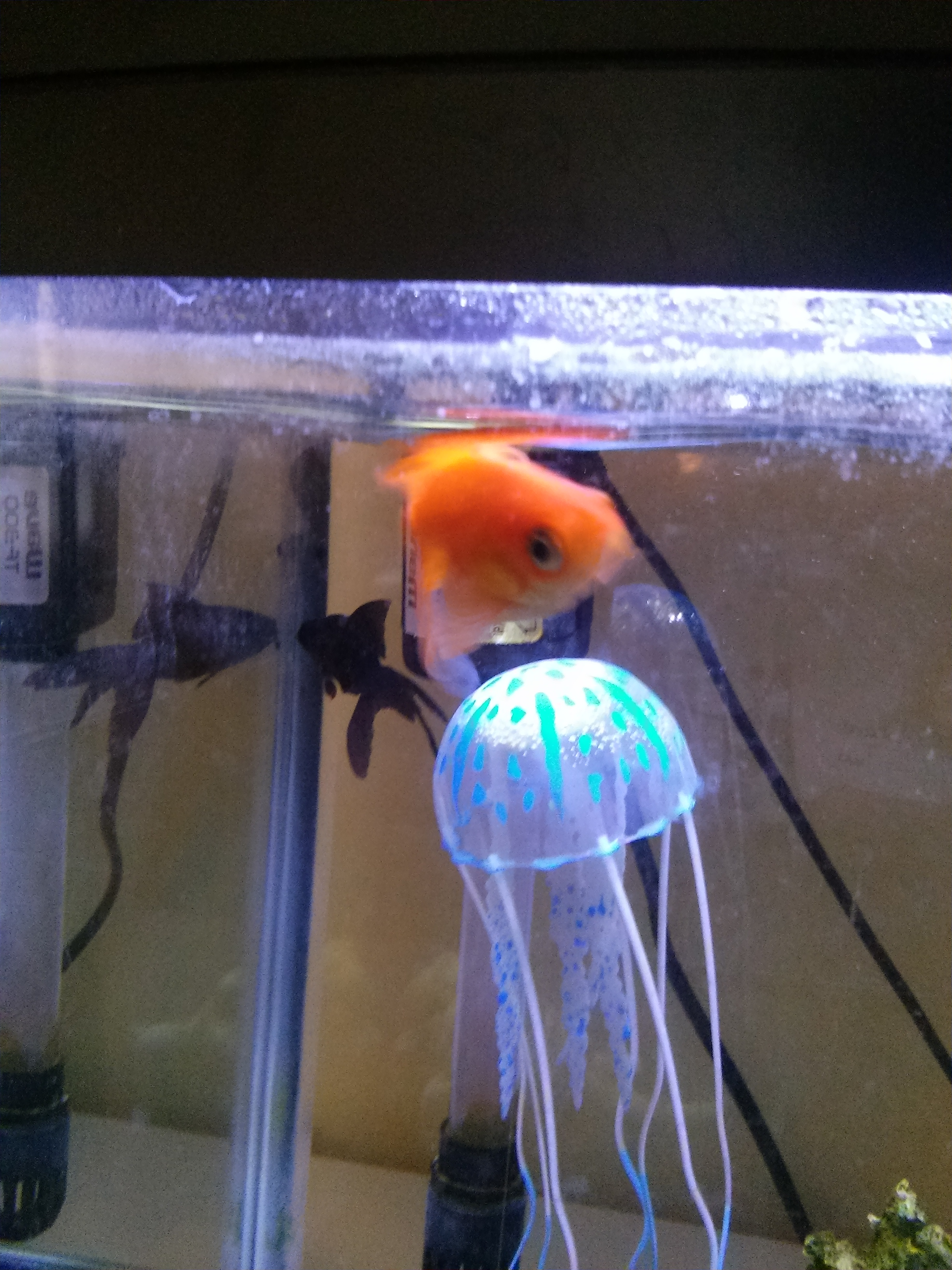
Porzione di acquario. La medusa di plastica è un esempio di arredo di acquario

## Tipologia
- Acquario di comunità - dove vengono ospitati pesci e piante di diverse famiglie e specie, indipendentemente dal luogo di origine. Ovviamente vengono raggruppate specie viventi che necessitano delle medesime caratteristiche ambientali.
- Fritto misto - generalmente sono acquari con diverse specie di pesce che hanno generalmente esigenze diverse. Solitamente sono i meno consigliati ma è possibile far trovare dei punti ďincontro con specie diverse. Un esempio di fritto misto è Pesce rosso con Platy (che come detto è fattibile un punto ďincontro). Più che altro non è una vera e propria tipologia ma un errore dei neofiti.
- Acquario per singole specie - sono acquari destinati all'allevamento di medesime specie o generi di un pesce. L'allestimento e l'habitat sono l'ideale per le esigenze degli ospiti.
- Acquario di biotopo - dove vengono riunite pesci e piante che appartengono allo stesso habitat, cercando di ricostruire un determinato ambiente (ad esempio una risaia asiatica, una pozza africana, il lago Malawi...).
- Paludari - vasche con un livello dell'acqua basso, dove si presta attenzione a ricreare un ambiente particolare anche sopra il pelo dell'acqua
- Aquario naturale - Chiamato anche acquario di Lorentz (dal celebre etologo, che li descrisse nel libro "L'Anello di Re Salomone"); è un acquario che non usa nessuna strumentazione, ma si affida ai cicli biochimici che si instaurano all'interno della vasca. è un acquario abbastanza complesso e di difficile gestione dato che, soprattutto in vasche piccole, basta poco per rompere gli equilibri e far morire la vasca.
- Acquario di riproduzione - è arredato ed attrezzato al fine di facilitare la riproduzione di una determinata specie di pesce.
- Acquario d'allevamento - vasca destinata all'allevamento di una singola specie di pesci a scopo di selezionare una razza o per il commercio.
- Acquario olandese - è un particolare allestimento della vasca nato negli anni '70 orientato alla coltivazione di piante acquatiche, dove la presenza di pesci è posta in secondo piano. Alcuni consigliano di aggiungere anidride carbonica, la produzione di CO2 può avvenire tramite lieviti (metodo naturale), tramite reattore chinico (acido citrico / bicarbonato di sodio) oppure si possono utilizzare bombole disponibili in commercio di varie dimensioni.
  - Metodo Dennerle - acquario chiuso allestito e fertilizzato con materiali della casa tedesca Dennerle secondo un metodo preciso pubblicato dalla stessa.
  - Metodo Dupla - acquario preferibilmente aperto allestito e fertilizzato con materiali della casa tedesca Dupla secondo un metodo preciso pubblicato dalla stessa.
  - Metodo ADA - acquario rispondente a precisi canoni estetici simili a quelle dei giardini Zen, allestito e fertilizzato con materiali della casa giapponese ADA.
- Acquario Forzato - acquario aperto con intercapedine sotto sabbia drenata da pompa, può avere filtro interno o esterno anche connesso con il filtro sotto sabbia. Raccomandata aerazione e presenza di cascatella per rinnovare l'acqua in superficie. Ideale per piante galleggianti e piante aeree in coltura idroponica. Se allestito con piante a crescita lenta e popolato con moderazione garantisce stabilità chimica anche attorno ai 30°. Data elevata evaporazione è da preferire acqua molto dolce o osmotizzata. Non necessita di frequente concimazione, anche esposto alla luce diretta del sole non presenta eccessiva formazione di alghe, sempre che non ci sia un eccesso di nutrienti in acqua. Se costantemente monitorato la manutenzione attiva richiede pochi interventi anche a distanza di mesi (rabbocco evaporazione quindicinale).